# Datchet
Datchet – wieś w Anglii, w hrabstwie ceremonialnym Berkshire, w dystrykcie (unitary authority) Windsor and Maidenhead. Leży 28 km na wschód od centrum miasta Reading i 32 km na zachód od centrum Londynu. W 2001 miejscowość liczyła 4646 mieszkańców.